# 黃香李
黄香李（学名：Prunus domestica subsp. syriaca）是欧洲李的亚种之一，果实呈黄色或红色，可食用。

## 概述
果树高在4至10米之间，根据品种差异而有所不同。树龄可达百年。

## 花

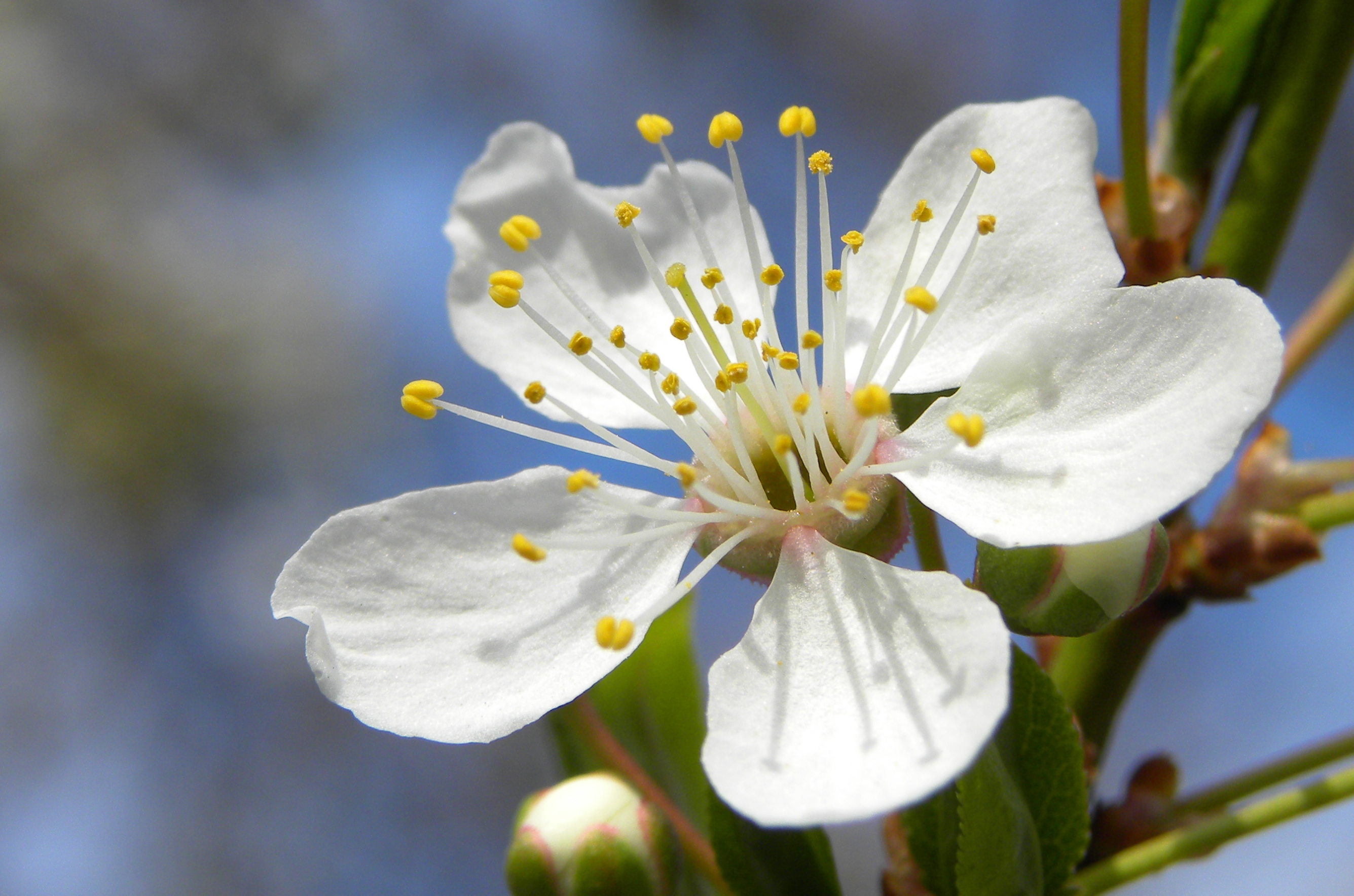
黄香李花

黃香李的花为白色。花期很短，不到二周。

## 果实

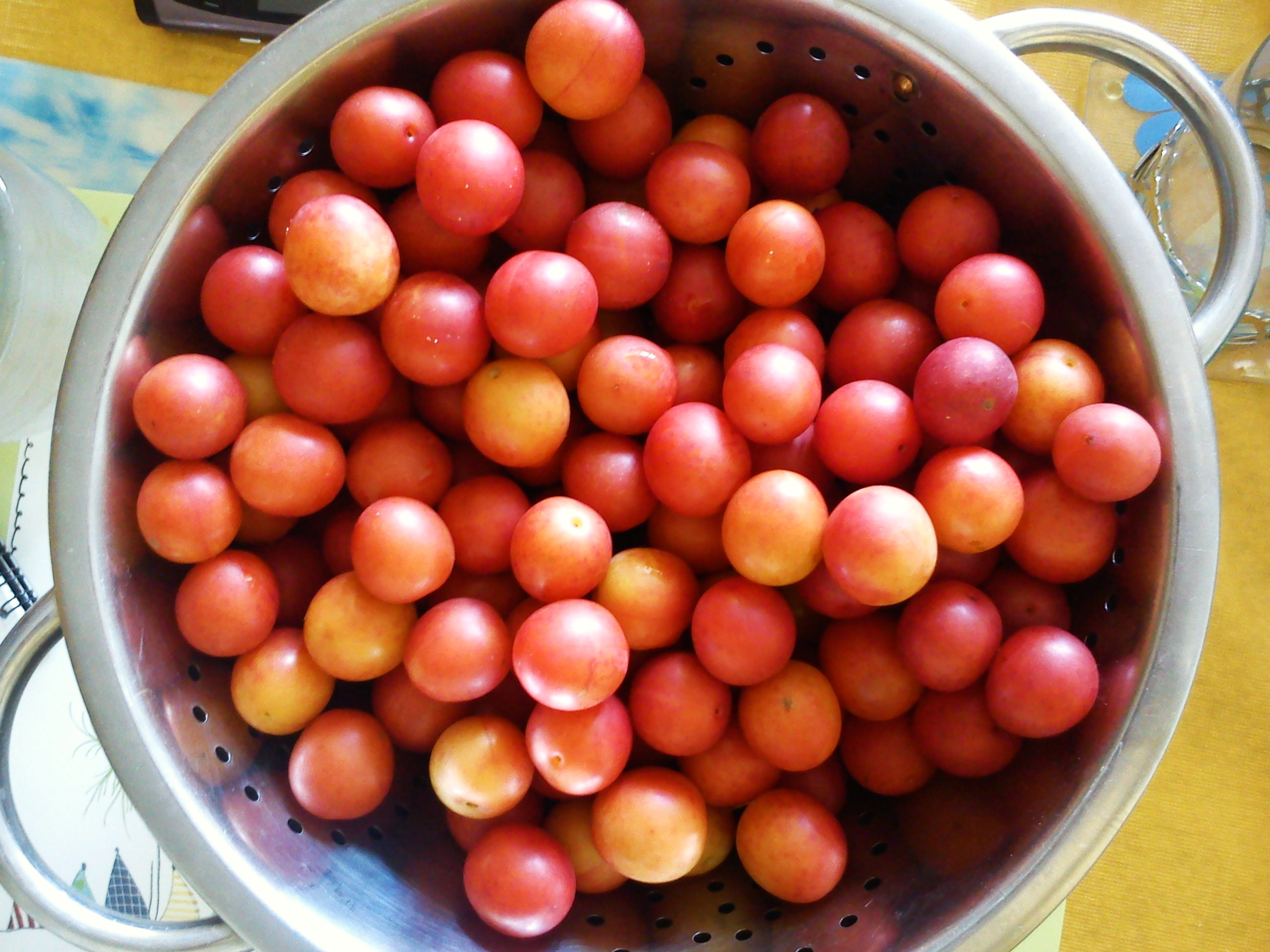
红色的黄香李

商業種植的米拉別李製成果醬（70％）或諸如葡萄酒或白蘭地等淡酒（20％）。產量較少的南希品種作为新鮮水果食用（10％）。

## 产地
黄香李主要产于法国德国交界洛林地区，其气候和土壤适合该物种生长。年产15,000吨，产量占世界总产量的80%。
根据产地分南锡和梅斯两个品种，梅斯品种略小稍软，没有南锡品种甜，表皮上没有小红点，适合做果酱。南锡品种相对较甜，适合作为水果食用。